# Раковецкий сельский совет (Збаражский район)
Раковецкий сельский совет (укр. Раковецька сільська рада) — входит в состав
Збаражского района
Тернопольской области
Украины.
Административный центр сельского совета находится в 
с. Раковец.

## История
- 1940 — дата образования.

## Населённые пункты совета
- с. Раковец
- с. Зашляхом